# Live in the LBC & Diamonds in the Rough
Diamonds in the rough är ett musikalbum från 2008 av Avenged Sevenfold.

## Live in the LBC & Diamonds in the Rough
CD/DVD-paketet släpptes den 16 september 2008, betitlat "Live in the LBC & Diamonds in the Rough". Live-dvd:n innehåller en livespelning från den 10 april som ägde rum på Long beach arena där de var huvudnumret på Taste of chaos-turnén. Cd:n innehåller tidigare outgivna b-sidor, som spelades in under inspelningen av skivan "Avenged Sevenfold", och även några covers.

## Live in the LBC (Live DVD)
1. "Critical Acclaim"
2. "Second Heartbeat"
3. "Afterlife"
4. "Beast and the Harlot"
5. "Scream"
6. "Seize the Day"
7. "Walk"
8. "Bat Country"
9. "Almost Easy"
10. "Gunslinger"
11. "Unholy Confessions"
12. "A Little Piece of Heaven"

## Diamonds in the Rough (CD)
1. "Demons"
2. "Girl I Know"
3. "Crossroads"
4. "Flash of the Blade" (Iron Maiden cover)
5. "Until the End"
6. "Tension"
7. "Walk" (Pantera cover)
8. "The Fight"
9. "Dancing Dead"
10. "Almost Easy (Remix)"
11. "Afterlife (Alternate version)"